# Smokey Point
Smokey Point ist eine Gemeinde und früherer Census-designated place (CDP) im nördlichen Snohomish County im US-Bundesstaat Washington. Das Gebiet, als Schlafstadt im späten 20. Jahrhundert entwickelt, ging in den 1990er und 2000er Jahren in den nahegelegenen Städten Arlington und Marysville auf.

## Geschichte
Smokey Point wurde im frühen 20. Jahrhundert besiedelt und war ursprünglich als Rex Corner bekannt, in den 1930er Jahren nach dem Eigentümer eines Restaurants an der damaligen U.S. Route 99 und der Lakewood Road (heute Smokey Point Boulevard und 172nd Street NE bzw. Washington State Route 531). Das Restaurant wurde 1946 an Eric und Pearl Shurstad verkauft, die es renovierten, in ein Barbecue-Restaurant umwandelten und in „Smokey Point Café“ umbenannten. Der Highway 99 wurde in den späten 1960er Jahren durch die Interstate 5 umgangen; in Smokey Point wurde eine Kreuzung gebaut und aus den Kiesgruben entstanden die Gissberg Ponds (heute Twin Lakes).
1966 wurde das Gebiet für den Bau eines öffentlichen 4-Jahres-College vorgeschlagen, als die Stadt Arlington eine Fläche von 261 ha anbot. Die Regierung des Bundesstaates entschied sich jedoch für einen Bau in Olympia, das heutige Evergreen State College.
Bis 1977 war die Einwohnerzahl des Gebietes zwischen Arlington und Marysville einschließlich Smokey Point als Folge der suburbanen Entwicklung auf 16.000 angewachsen. 1979 gründete das Snohomish County Sherriff’s Office an der bestehenden Feuerwache eine Polizeiwache.
Bis zu den frühen 1990er Jahren wurde Smokey Point zur Unterstützung der industriellen Entwicklung rezoniert, indem einige Flächen für die Ansiedlung von Industrie ausgewiesen wurden. Nach Eröffnung der Naval Station Everett 1994 wählte die U.S. Navy Smokey Point zum Stützpunkt für rückwärtige Dienste mit einem Kommissariat, Büros und einem College. Der 21 ha große Komplex wurde 1993 begonnen und 1995 fertiggestellt.
Das Puget Sound Regional Council, eine regionale Planungsorganisation, untersuchte in den 1990er Jahren die Erweiterung des Arlington Municipal Airport zu einem Regionalflughafen, um den Seattle-Tacoma International Airport zu entlasten, entschied sich jedoch aufgrund des bestehenden Verkehrs und der örtlichen Opposition für den Bau einer dritten Start- und Landebahn auf dem Sea-Tac. Im September 2004 erhielt Marysville den Zuschlag für den Bau einer 340 ha großen Rennstrecke der NASCAR (die von der International Speedway Corporation betrieben werden sollte) südlich von Smokey Point. Das Projekt wurde zwei Monate später gestoppt, weil die Auswirkungen der Rennen auf die Umwelt zu groß waren und die Kosten zur Verbesserung des Verkehrs auf 70 Mio. US$ gestiegen waren. Die NASCAR-Liegenschaft wurde in den späten 2000er Jahren als Kandidat für einen neuen Campus der University of Washington angeboten (bekanntgeworden als University of Washington North Sound). Die Fläche konkurrierte mit der Innenstadt von Everett, bevor das Projekt 2008 auf Eis gelegt und 2011 gestoppt wurde.

### Disput um die Annexion
In den frühen 1990er Jahren, nach einem kontroversen Flächennutzungskonzept für das Gebiet, starteten einige Grundstückseigentümer Bemühungen, große Teile von Smokey Point durch Arlington annektieren zu lassen. Etwa zur selben Zeit bemühten sich andere Grundstückseigner um die Eingemeindung derselben Gebiete nach Marysville. Die Gruppe mit dem Ziel Arlington war zuerst in der Lage, den erforderlichen Schwellwert von 60 % der bewerteten Flächen zu erreichen, so dass ihr Plan voranschritt.
Die Stadt Marysville hatte als Betreiber der Wasserver- und Abwasserentsorgung des Gebietes ein berechtigtes Interesse an der Eingemeindung und meisterte diese Herausforderung gemeinsam mit den Bewohnern der Gemeinde, indem deren Grundstücke durch das staatliche Boundary Review Board für den Snohomish County Marysvill zugeschlagen wurden.
Zu dieser Zeit gab es eine einzige Arlington-Smokey Point-Marysville Urban Growth Boundary, so dass Verwirrung darüber entstand, welcher Teil welcher Stadt zugeschlagen werden sollte. Nach vielen Treffen mit den Offiziellen des Snohomish County beendeten die beiden Städte den Streit durch Ausweisung jeweils eigener Erweiterungsflächen für künftige Eingemeindungen. Arlington bekam den nordöstlichen Teil von Smokey Point, Marysville die westlichen und südlichen Teile. Als dieses Ergebnis jedoch der Gemeinde präsentiert wurde, gab es heftigen Widerstand, weil die Gemeinde die Annexion durch eine Stadt beschlossen hatte, nicht eine Aufteilung. Das County Council hatte jedoch das letzte Wort und beschloss die Aufteilung.
Um die Dinge weiter zu komplizieren, gab es ein wenig bekanntes Gesetz des Bundesstaates, nach dem das annektierte Territorium, bis dato vom Lakewood School District versorgt, künftig von der annektierenden Gemeinde versorgt würde. Wenn jetzt das gesamte Geschäftsviertel von Smokey Point nach Arlington übertragen worden wäre, hätte der Lakewood School District eine nicht hinzunehmende Einschränkung der Besteuerungsgrundlage hinnehmen müssen.
Aufgrund dieser Fakten wurde von einigen Einwohnern eine Gruppe namens Save Our Community and Schools (SOCS) gegründet. Die SOCS arbeitete unermüdlich mit den örtlichen Abgeordneten, um eine Gesetzesänderung und damit den Schutz des Lakewood School District zu erreichen. Diese Bemühungen waren erfolgreich und der Lakewood School District existiert bis heute.
Nach viel Feedback von den Anwohnern, formulierte SOCS eine Notice of Intent for Incorporation, welche die City of Smokey Point-Lakewood entstehen lassen würde. Der Vorschlag wurde jedoch auf Eis gelegt, weil ein Bundesstaats-Gesetz bestimmt, dass Anerkennungen einer Gebietskörperschaft nicht bei laufenden Eingemeindungen vorgenommen werden dürfen.
Nach Jahren kontroverser Gerichtsverfahren, Klagen, veränderter Grenzziehungen und heftigen Widerstands der Einwohnerschaft wurde die Frage der Eingemeindung 1999 entschieden, als Arlington den nordöstlichen Teil von Smokey Point annektierte. Die annektierte Fläche war jedoch nur zu einem geringen Prozentsatz die der ursprünglich angestrebten, da die Erweiterungsgrenzen der Städte inzwischen neu gesetzt worden waren. Als Ergebnis der Annexion endeten die Bemühungen zur Erhaltung von Smokey Point als eigene Gemeinde; auch die Hoffnungen auf Anerkennung mussten begraben werden. Wie erwartet wurden in den Jahren darauf die westlichen und südlichen Gebiete nach Marysville eingemeindet.

### Aktuelles wirtschaftliches Wachstum
Es gab in den vergangenen Jahren ein substanzielles wirtschaftliches Wachstum in Smokey Point. Erst kürzlich wurde dem westlichen Teil von Smokey Point (innerhalb der City of Marysville) ein Großteil dieses Wachstums zuteil. Ende 2006 wurde das Gewerbegebiet „Lakewood Crossing“ eröffnet, unmittelbar westlich der Abfahrt der Interstate 5 nach Smokey Point (Abfahrt 206); die ersten eröffneten Geschäfte waren die von Costco, Target und Red Robin. Best Buy, Office Depot und Petco sind gleichfalls hier vertreten. Im Ostteil von Smokey Point (innerhalb der City of Arlington), eröffneten im Mai 2007 ein Wienerschnitzel- und ein Taco Del Mar-Restaurant; im Winter 2010 folgte ein Walmart und 2011 das Smokey Point Bakery Cafe.

## Geographie
Nach dem United States Census Bureau nimmt der CDP eine Gesamtfläche von 6,9 km² ein, von denen 6,8 km² Land- und der Rest Wasserflächen sind.

## Demographie
| Jahr | Einwohner¹ |
| ---- | ---------- |
| 1990 | 2.620      |
| 2000 | 1.556      |

¹ 1990–2000: Volkszählungsergebnisse
Nach der Volkszählung von 2000 gab es in Smokey Point 1.556 Einwohner, 628 Haushalte und 425 Familien. Die Bevölkerungsdichte betrug 229,3 pro km². Es gab 649 Wohneinheiten bei einer mittleren Dichte von 95,6 pro km².
Die Bevölkerung bestand zu 87,15 % aus Weißen, zu 1,41 % aus Afroamerikanern, zu 0,77 % aus Indianern, zu 4,82 % aus Asiaten, zu 0,32 % aus Pazifik-Insulanern, zu 1,35 % aus anderen „Rassen“ und zu 4,18 % aus zwei oder mehr „Rassen“. Hispanics oder Latinos „jeglicher Rasse“ bildeten 5,78 % der Bevölkerung.
Von den 628 Haushalten beherbergten 32,2 % Kinder unter 18 Jahren, 58,1 % wurden von zusammen lebenden verheirateten Paaren, 6,2 % von alleinerziehenden Müttern geführt; 32,3 % waren Nicht-Familien. 25 % der Haushalte waren Singles und 11,3 % waren alleinstehende über 65-jährige Personen. Die durchschnittliche Haushaltsgröße betrug 2,48 und die durchschnittliche Familiengröße 2,99 Personen.
Der Median des Alters in der Stadt betrug 37 Jahre. 25,4 % der Einwohner waren unter 18, 7 % zwischen 18 und 24, 30,7 % zwischen 25 und 44, 20,2 % zwischen 45 und 64 und 16,7 65 Jahre oder älter. Auf 100 Frauen kamen 99,5 Männer, bei den über 18-Jährigen waren es 97,1 Männer auf 100 Frauen.
Alle Angaben zum mittleren Einkommen beziehen sich auf den Median. Das mittlere Haushaltseinkommen betrug 46.202 US$, in den Familien waren es 53.828 US$. Männer hatten ein mittleres Einkommen von 37.614 US$ gegenüber 30.250 US$ bei Frauen. Das Pro-Kopf-Einkommen betrug 20.133 US$. Keine der Familien und 4,1 % der Gesamtbevölkerung lebte unterhalb der Armutsgrenze; das betraf keinen der unter 18-Jährigen und 10,3 % der über 65-Jährigen.

## Verkehr
Es gibt mehrere Hauptverkehrsadern, die Smokey Point durchqueren: Die Interstate 5, der Smokey Point Boulevard (die ehemalige U.S. Route 99), die Washington State Route 531 (auch 172nd Street NE genannt) und die 51st Avenue NE.

## Infrastruktur
Das nächstgelegene Krankenhaus (Cascade Valley Hospital and Clinics) befindet sich in Arlington. Smokey Point hat selbst eine Poliklinik, die Cascade Skagit Health Alliance Clinic, die primäre und spezialisierte ärztliche Versorgung anbietet. An der 172nd Street NE gelegen, hat die Klinik etwa 68 Praxen und kann bis zu 31.000 Patienten jährlich versorgen.

## Weblink
- Smokey Point Chamber of Commerce – Website der Handelskammer (englisch)